# Gargano-hegység
A Gargano-hegység (olaszul Monte Gargano) egy mészkőhegység Olaszországban, az azonos nevű félszigeten. A Déli-Appenninekhez geológiailag és morfológiailag hasonló. A félsziget törzsétől elválasztó mélyedés a pliocénben tengerszoros volt. Jura- és krétakori mészkövekből épül fel, legmagasabb kiemelkedése a Monte Calvo (1055 m). A hegység a Gargano Nemzeti Park részét képezi.

## Geológiája
A hegység kb. a 12-4 millió évvel ezelőtti időszakban emelkedett ki, a késő miocén és kora pliocén idején. A mezozoikumi mészköveken kialakult karsztfelszínt vörös színű homokos-agyagos rétegek (terrae rossae) borították. Erre a paleokarsztra a pliocénben, a lezajlott tektonikai mozgások következtében kontinentális és édesvízi rétegek rakódtak le. A kora pleisztocén jégkorszakai során kapcsolódott végleg a kontinenshez és ekkor ment végbe egy második karsztosodás, aminek eredményeként kialakult a hegység mai felszíne. 
Mivel a kontinenstől egy tengerszoros választotta el a területén endémikus fauna alakult ki, melyet legfőbb képviselőjéről (egy rágcsáló-féle) Mikrotia-faunának neveztek el. 